# Alfons von Aragón
Alfons von Aragón (katalanisch: Alfons d’Aragó; spanisch: Alfonso de Aragón; * 1228; † 1260 in Calatayud) war ein Kronprinz des Königreichs Aragón aus dem Haus Barcelona.

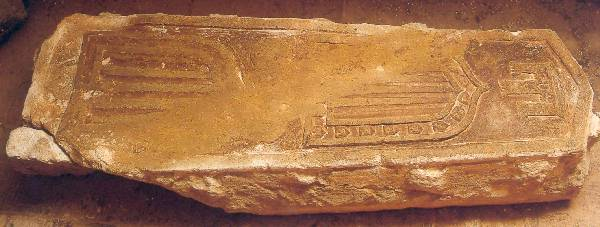
Die Deckplatte des Grabs Alfons’ von Aragón in Santa María von Veruela.

## Leben

Das Wappen des Alfons von Aragón, erstellt nach der Darstellung auf seiner Grabplatte.

Alfons war das einzige Kind von König Jakob I. von Aragón aus dessen erster Ehe mit Eleonore von Kastilien. Er wurde wahrscheinlich in den ersten Tagen des Jahres 1228 geboren, da sein Vater im Februar dieses Jahres die in Daroca versammelten aragónesisch-katalanischen Großen auf ihn als alleinigen Erben des Länderkonglomerats der Krone von Aragón einschwören ließ. Die von Papst Gregor IX. im April 1229 verfügte Annullierung der Ehe seiner Eltern wegen zu naher Verwandtschaft berührte nicht seine eigene Legitimität, die von päpstlicher Seite anerkannt wurde.
Im Jahr 1260 heiratete Alfons in Calatayud die Erbin der Grafschaft Bigorre, Konstanze, älteste Tochter des Vizegrafen Gaston VII. von Béarn aus dem Haus Montcada. Aber nur wenige Tage nach der Hochzeit starb er noch am selben Ort und wurde in der Abtei Santa María von Veruela bestattet. Da er keine Nachkommen hatte, wurde sein Halbbruder Peter III. der Haupterbe des Vaters.